# Ники, Рики, Дики и Дон
Ники, Рики, Дики и Дон (енгл. Nicky, Ricky, Dicky & Dawn) америчка је играна хумористичка телевизијска серија чији је творац Мет Флекенстајн. Серија је премијерно емитована на Nickelodeon-у од 13. септембра 2014. до 4. августа 2018. године и састоји се од 82 епизоде емитованих у четири сезоне. Серија прати живот Харпер четворки — Никија, Рикија, Дикија и Дон, који немају ништа заједничко и често се свађају, али често морају да раде заједно како би се снашли у разним ситуацијама које им се дешавају.
Главне улоге играли су Ејдан Галагер (Ники), Кејси Симпсон (Рики), Мејс Коронел (Дики), Лизи Грин (Дон), Брајан Степанек (Том), Алисон Ман (Ен) и Кајла Дру Симонс (Меј). У Србији, Црној Гори, Републици Српској и Северној Македонији серија је премијерно приказана 21. септембра 2015 године на Nickelodeon-у, синхронизована на српски језик. Синхронизацију је радио студио Gold Diginet. Синхронизација је доступна и на стриминг платформама HBO Go и SkyShowtime.

## Епизоде
| Сезона | Сезона | Епизоде | Премијерно приказивање (САД) | Премијерно приказивање (САД) | Премијерно приказивање (Србија) | Премијерно приказивање (Србија) |
| Сезона | Сезона | Епизоде | Прва епизода                 | Последња епизода             | Прва епизода                    | Последња епизода                |
| ------ | ------ | ------- | ---------------------------- | ---------------------------- | ------------------------------- | ------------------------------- |
|        | 1      | 20      | 13. септембар 2014.          | 24. март 2015.               | 21. септембар 2015.             | 12. јануар 2016.                |
|        | 2      | 26      | 23. мај 2015.                | 6. август 2016.              | 2. мај 2016.                    | 10. фебруар 2017.               |
|        | 3      | 24      | 7. јануар 2017.              | 5. август 2017.              | 8. мај 2017.                    | 11. јануар 2018.                |
|        | 4      | 14      | 6. јануар 2018.              | 4. август 2018.              | 23. април 2018.                 | 18. јул 2018.                   |

## Улоге
| Лик           | Глумац            | Српски глас                                                                          |
| ------------- | ----------------- | ------------------------------------------------------------------------------------ |
| Ники Харпер   | Ејдан Галагер     | Алекса Станиловић (С1—С4Е6) Данило Миловановић (С4Е7—надаље)                         |
| Рики Харпер   | Кејси Симпсон     | Маријана Живановић (С1—С4Е7) Данко Ђорђевић (С4Е8—надаље)                            |
| Дики Харпер   | Мејс Коронел      | Милан Антонић                                                                        |
| Дон Харпер    | Лизи Грин         | Марина Кауцки                                                                        |
| Том Харпер    | Брајан Степанек   | Бранислав Јевтић                                                                     |
| Ен Харпер     | Алисон Ман        | Александра Ширкић (С1—С2Е8; С2Е16, 20) Ана Мандић (С2—4, сем у С2Е1—8, С2Е16, С2Е20) |
| Меј Валентајн | Кајла Дру Симонс  | Мина Ненадовић (већина епизода) Анастасија Видаковић                                 |
| Џози          | Габријела Елиз    | Марија Видаковић                                                                     |
| Мајлс         | Теодор Барнс      | Никола Тодоровић                                                                     |
| Натали        | Сијена Агудонг    | Милена Моравчевић                                                                    |
| Ејвери        | Изабела Ревел     | Михаела Стаменковић                                                                  |
| Дули          | Хејден Крофорд    | Вељко Смиљанић                                                                       |
| Оскар         | Коди Фајт         | Јадранка Пејановић (неке епизоде)                                                    |
| Артур Таријан | Џејсон Симс-Пруит | Жарко Степанов                                                                       |
| Моли          | Лидија Боланд     | Сања Петровић                                                                        |
| Мек           | Линкон Мелчер     | Јадранка Пејановић (неке епизоде)                                                    |
| Сејди         | Аријана Молкара   | Марија Стокић                                                                        |

## Продукција
Како је најављено 13. марта 2014. планирано је да серија има 13 епизода, међутим тај број је касније повећан на 20. Серија је премијерно емитована 13. септембар 2014, а 18. новембра исте године обновљена је другом сезоном. Друга сезона је премијерно приказана 23. маја 2015, а 9. фебруара 2016. Nickelodeon је обновио серију трећом сезоном са укупно 14 епизода. Такође је потврђено и да ће Мет Флекенстајн одступити са места шоуранера. Глумица Лизи Грин је на свом Twitter налогу објавила да је продукција треће сезоне кренула 26. априла 2016. Трећа сезона је премијерно приказана 7. јануара 2017. године. Серија је обновљена четвртом сезоном, а број епизода треће сезоне је повећан са 14 на 24 20. марта 2017. Дана 4. октобра 2017, објављено је да ће глумац Мејс Коронел (који је у серији глумио Дикија) напустити Nickelodeon, а самим тим и Ники, Рики, Дики и Дон, те да ће његов лик бити одсутан у неколико последњих епизода серије. Nickelodeon је 15. новембра 2017. најавио да ће четврта сезона серије бити уједно и последња.

## Пријем

### Гледаност
| Сезона | Епизоде | Прва епизода        | Прва епизода       | Последња епизода | Последња епизода   | Прос. гледаоца (милиони) |
| Сезона | Епизоде | Датум               | Гледаоци (милиони) | Датум            | Гледаоци (милиони) | Прос. гледаоца (милиони) |
| ------ | ------- | ------------------- | ------------------ | ---------------- | ------------------ | ------------------------ |
| 1      | 20      | 13. септембар 2014. | 1.60               | 24. март 2015.   | 1.75               | 1.75                     |
| 2      | 25      | 23. мај 2015.       | 1.11               | 6. август 2016.  | 1.31               | 1.46                     |
| 3      | 23      | 7. јануар 2017.     | 1.58               | 5. август 2017.  | 2.00               | 1.47                     |
| 4      | 14      | 6. јануар 2018.     | 1.08               | 4. август 2018.  | 0.84               | 0.95                     |

### Награде и номинације
| Година | Награда                   | Категорија                                       | Резултат   | Реф.          |
| ------ | ------------------------- | ------------------------------------------------ | ---------- | ------------- |
| 2015.  | Награде по избору деце    | омиљена ТВ емисија                               | Номинација | [ 16 ] [ 17 ] |
| 2016.  | Еми за креативну уметност | кинематографија за серију сниману са више камера | Освојено   | [ 18 ]        |
| 2017.  | Награде по избору деце    | омиљена ТВ емисија — дечја емисија               | Номинација | [ 19 ]        |